# Bengt Beutler
Bengt Beutler (* 1942) ist ein deutscher Rechtswissenschaftler.

## Leben
Er studierte Philosophie und Kunst in Köln und Heidelberg und Rechtswissenschaft in Heidelberg und Berlin. Ab 1976 war er Richter am Amtsgericht Bremen. 1996 wurde er zum Honorarprofessor für Europäische Integration an der Universität Hamburg ernannt. 1999 wurde er zum Honorarprofessor für Europäisches Recht und Verfassungsrecht an der Universität Bremen ernannt. Er ist Vorsitzender der Gesellschaft der Freunde der Universität Bremen e.V. und Vorsitzender der Philosophischen Gesellschaft in Bremen.
Seine Forschungsschwerpunkte sind öffentliches Recht einschließlich allgemeine Staatslehre und neuere Verfassungsgeschichte mit dem Schwerpunkt Verwaltungsrecht.

## Schriften (Auswahl)
- Das Staatsbild in den Länderverfassungen nach 1945. Berlin 1973, ISBN 3-428-02993-3.
- mit Roland Bieber, Jörn Pipkorn und Jochen Streil: Die Europäische Union. Rechtsordnung und Politik. Baden-Baden 2001, ISBN 3-7890-7243-5.

Illustrator
- Wilhelm Hauff: Phantasien im Bremer Ratskeller. Bremen 2001, ISBN 3-8311-3086-8.
- Timm H. Lohse: Weihnachtliche Freuden. Hintergründige Weihnachtsbetrachtungen. Neukirchen-Vluyn 2004, ISBN 3-7975-0087-4
- Timm H. Lohse: Hiob. Die glaubwürdige Geschichte eines aufrechten Menschen. Neukirchen-Vluyn 2005, ISBN 3-7975-0108-0.